# Том Кени
Томас Джеймс „Том“ Кени (на английски: Thomas James "Tom" Kenny) е американски актьор и комик. Известен е с дългогодишната си роля като гласа на главния герой в сериала и филмите със „Спондж Боб Квадратни гащи“. Кени озвучава и безброй други герои в анимацията, сред които Вълкът Хефър в „Съвременният живот на Роко“, Карл в „Джони Браво“, Кучето в „Котка-куче“, Кметът в „Реактивните момичета“, Реймундо в „Шаолински двубои“, Едуардо в „Домът на Фостър за въображаеми приятели“, Командир Лос и Слинкмен в „Лагерът Лазло“, Джейк в „Най-добрият ми приятел е маймуна“. Цар Студ във „Време за приключения“, Доктор Октопус във „Върховният Спайдър-Мен“, Спайро в поредицата интерактивни игри „Спайро Дракона“ и много други.

## Награди
Кени има две награди „Ани“ за най-добро озвучаване за работата си като Спонджбоб (2 пъти) и Цар Студ, спечелени съответно през 2010, 2014 и 2018 г.
През 2018 и 2020 г. печели „Еми“ на церемонията за дневните програми за ролята си на „Спондж Боб Квадратни Гащи“.
През 2022 г. на церемонията „Детски и семейни награди Еми“ Кени е номиниран за първата награда в категория „най-добър озвучаващ артист в анимационен сериал“ за Спонджбоб в „Спондж Боб Квадратни гащи“, където е номиниран заедно с Грей Делайл за Лола, Лана, Лили, Шерил, Скутс, Моупс и г-жа Бернадо в „Къщата на Шумникови“, Марк Хамил за Скелетор в „Господарите на вселената: Откритие“, Ерик Бауза за Бъгс Бъни, Марвин Марсианеца, Дафи Дък и Туити в „Шантави рисунки-мисунки“ и Франк Уелкър за Скуби-Ду, Фред и Себе си в „Скуби-Ду и виж кой друг!“. Печели Ерик Бауза.

## Избрана филмография
- 2001 – „Доктор Дулитъл 2“ (Dr. Dolittle 2)
- 2002 – „Град Ориндж“ (Orange County)
- 2002 – „Реактивните момичета: Филмът“ (The Powerpuff Girls Movie)
- 2002 – „Осем щури нощи“ (Eight Crazy Nights)
- 2003 – „Скуби-Ду и Легендата за вампира“ (Scooby-Doo! and the Legend of the Vampire)
- 2003 – „Аниматрицата“ (The Animatrix)
- 2004 – „Да преживееш Коледа“ (Surviving Christmas)
- 2004 – „Спондж Боб Квадратни гащи: Филмът“ (The SpongeBob Squarepants Movie)
- 2005 – „Том и Джери: Мисия до Марс“ (Tom and Jerry: Blast Off to Mars)
- 2005 – „Алоха, Скуби-Ду“ (Aloha, Scooby-Doo)
- 2005 – „Школа за герои“ (Sky High)
- 2005 – „Том и Джери: Бързи и космати“ (Tom and Jerry: The Fast and the Furry)
- 2005 – „Стюарт Литъл 3: Зовът на дивото“ (Stuart Little 3: Call of the Wild)
- 2005 – „Батман срещу Дракула“ (The Batman vs. Dracula)
- 2007 – „Семейство Робинсън“ (Meet the Robinsons)
- 2007 – „Супермен: Думсдей“ (Superman: Doomsday)
- 2011 – „Бевърли Хилс Чихуахуа 2“ (Beverly Hills Chihuahua 2)
- 2011 – „Мечо Пух“ (Winnie the Pooh)
- 2012 – „Замбезия“ (Zambezia)
- 2012 – „Бевърли Хилс Чихуахуа 3: Вива ла фиеста“ (Beverly Hills Chihuahua 3: Viva la Fiesta!)
- 2012 – „Хотел Трансилвания“ (Hotel Transylvania)
- 2012 – „Франкенуини“ (Frankenweenie)
- 2013 – „Легендата за Оз: Завръщането на Дороти“ (Legends of Oz: Dorothy's Return)
- 2015 – „Лего Лигата на справедливостта срещу Бизаро-лигата“ (Lego DC Comics Super Heroes: Justice League vs. Bizarro League)
- 2015 – „Спондж Боб: Гъба на сухо“ (The SpongeBob Movie: Sponge Out of Water)
- 2017 – „Крадци на ядки 2: Луди по природа“ (The Nut Job 2: Nutty by Nature)
- 2018 – „Скуби-Ду и Батман: Дръзки и смели“ (Scooby-Doo! & Batman: The Brave and the Bold)
- 2018 – „Чаровният принц“ (Charming)
- 2018 – „Малки титани: В готовност! Филмът“ (Teen Titans Go! To the Movies)
- 2019 – „Батман срещу Костенурките нинджа“ (Batman vs. Teenage Mutant Ninja Turtles)
- 2020 – „Спондж Боб: Гъба беглец“ (The SpongeBob Movie: Sponge on the Run)
- 2022 – „Пинокио“ (Pinocchio)
- 2025 – „Планктон: Филмът“ (Plankton: The Movie)